# Maaza
Maaza — бренд фруктового напою від Coca-Cola з Індії, який продається в Африці, Східній Європі та Азії. Його найпопулярнішим напоєм є фруктовий напій манго.

## Історія
Завод Union Beverages Factory, що базується в ОАЕ, почав продавати його як франчайзі на Близькому Сході та в Африці в 1976 році. До 1995 року вона придбала права на бренд Maaza в цих країнах через Maaza International Co. LLC Dubai . Maaza була запущена в 1976 році в Індії та була придбана Coca-Cola в 1993 році у Parle Bisleri разом з іншими брендами, такими як Limca, Citra, Thums Up і Gold Spot . Maaza була придбана компанією House of Spices у 2005 році для ринку Північної Америки. У 2006 році Infra Foodbrands придбала Maaza для ринків Європи, Карибського басейну та Західної Африки та співпрацює з House of Spices для ринку Північної Америки. 

## Продукти
Спочатку Coca-Cola також випустила Maaza з фруктовими напоями з апельсинами та ананасами на додаток до свого напою з манго, але згодом від цих варіантів відмовилися. Пізніше Coca-Cola знову випустила ці варіанти на індійський ринок.
Напій з манго від Maaza конкурує з маркою напою з манго Pepsi's Slice та Frooti виробництва Parle Agro .
У той час як Frooti продавався в маленьких картонних упаковках, Maaza і Slice спочатку продавалися в зворотних пляшках. Проте всі бренди тепер також доступні в маленьких картонних упаковках і великих ПЕТ- пляшках.
Maaza має виразний м’якоподібний смак порівняно з Frooti і трохи солодший ніж Slice. Maaza стверджує, що містить м’якоть манго сорту Альфонсо, який відомий як «Король манго» в Індії.
Maaza— популярне ім'я в Дубаї. 